# Star One C3
O Star One C3 é um satélite de comunicação geoestacionário brasileiro construído pela Orbital Sciences Corporation que está localizado na posição orbital de 75 graus de longitude oeste e é operado pela Embratel (Claro). O satélite foi baseado na plataforma Star-2.4 Bus e sua expectativa de vida útil é de 15 anos.
O satélite artificial de comunicação que pertence à Embratel Star One, empresa subsidiária da Embratel. Recebeu investimentos de US$ 260 milhões para sua construção e cobre todo o território brasileiro, América do Sul (com destaque para Colômbia, Peru, Bolívia e Equador) e Flórida.

## História
O satélite Star One C3 foi encomendado pela Star One SA, em março de 2010, o mesmo leva uma carga híbrida e atualmente está localizado em um slot orbital de 75 graus de longitude oeste. O satélite leva 28 transponders de banda C ativos para a cobertura da América do Sul, e 16 transponders em banda Ku, com seis canais comutável para fazer cobertura entre o Brasil e a região andina. O Star One C3 gera cerca de cinco quilowatts de potência de carga e conta com dois refletores de 2,3 metros destacável e uma antena de terra deck-mounted de 1,4 metros.
O Star One C3 substituiu o satélite Brasilsat B3 na banda C, que operava na posição orbital de 75 graus oeste, desde agosto de 2008.

## Lançamento
O satélite foi lançado com sucesso ao espaço no dia 10 de novembro de 2012, às 21:05 UTC, por meio de veículo Ariane 5 ECA a partir do Centro Espacial de Kourou, na Guiana Francesa, juntamente com o satélite Eutelsat 21B. Ele tinha uma massa de lançamento de 3.227 kg.

## Capacidade e cobertura
O Star One C3 está equipado com 28 transponders em banda C e 16 em banda Ku. Para fornecer serviços de telecomunicações para a América do Sul.
A banda C garante a oferta de sinais de voz, TV, rádio e dados, incluindo Internet. A banda Ku permite a oferta de serviços de transmissão de vídeo diretamente aos usuários, além de Internet e telefonia para localidades remotas.
Desde 2015, o Star One C3 é o satélite responsável por manter em funcionamento o sistema Telesat, da Aeronáutica. Este é o sistema que interliga equipamentos usados no controle do tráfego aéreo brasileiro, como radares e antenas de VHF espalhadas pelo país, que são responsáveis pela comunicação entre os pilotos das aeronaves em rota e os controladores de tráfego aéreo localizados nos Centros Integrados de Defesa Aérea e Controle de Tráfego Aéreo (CINDACTA I, CINDACTA II, CINDACTA III e CINDACTA IV). Anteriormente, o satélite responsável por manter o Telesat era o Brasilsat B4. Com o fim da vida útil do Brasilsat B4 se aproximando, em 2015, a aeronáutica concluiu a migração do Telesat para o satélite Star One C3. No total, foram reapontadas 111 estações (antenas) em todo o território nacional.